# Grenade aux Jeux olympiques d'été de 2008
La Grenade participe aux Jeux olympiques d'été de 2008 à Pékin.

## Athlètes engagés

### Athlétisme

#### Hommes
| Épreuve     | Athlète           | Séries   | Séries | Quarts de finale | Quarts de finale | Demi-finales | Demi-finales | Finale   | Finale |
| Épreuve     | Athlète           | Résultat | Rang   | Résultat         | Rang             | Résultat     | Rang         | Résultat | Rang   |
| ----------- | ----------------- | -------- | ------ | ---------------- | ---------------- | ------------ | ------------ | -------- | ------ |
| 400 mètres  | Joel Phillip      | 46.30    | 6e     | -                | -                | -            | -            | -        | -      |
| 400 mètres  | Alleyne Francique | 46.15    | 6e     | -                | -                | -            | -            | -        | -      |
| Triple saut | Randy Lewis       | 17,06m   | 6e     | -                | -                | -            | -            | -        | -      |

#### Femmes
| Épreuve          | Athlète               | Séries      | Séries | Quarts de finale | Quarts de finale | Demi-finales | Demi-finales | Finale   | Finale |
| Épreuve          | Athlète               | Résultat    | Rang   | Résultat         | Rang             | Résultat     | Rang         | Résultat | Rang   |
| ---------------- | --------------------- | ----------- | ------ | ---------------- | ---------------- | ------------ | ------------ | -------- | ------ |
| 100 mètres       | Sherry Fletcher       | 11.65       | 5e     | -                | -                | -            | -            | -        | -      |
| 200 mètres       | Allison George        | 23.45       | 6e Q   | 23.77            | 8e               | -            | -            | -        | -      |
| 400 mètres       | Trish Bartholomew     | 52.88       | 5e     | -                | -                | -            | -            | -        | -      |
| 800 mètres       | Neisha Bernard-Thomas | 2 min 00.09 | 5e Q   | NC               | NC               | 2 min 01.84  | 7e           | -        | -      |
| Saut en longueur | Patricia Sylvester    | 6,44m       | 12e    | -                | -                | -            | -            | -        | -      |

### Boxe
- Rolande Moses

| Athlète       | Catégorie             | 16e de finale        | 8e de finale        | Quart de finale     | Demi-finale         | Finale              |
| Athlète       | Catégorie             | Adversaire Résultat  | Adversaire Résultat | Adversaire Résultat | Adversaire Résultat | Adversaire Résultat |
| ------------- | --------------------- | -------------------- | ------------------- | ------------------- | ------------------- | ------------------- |
| Moses Rolande | Poids welters (-69Kg) | Johnson Défaite 3-18 | -                   | -                   | -                   | -                   |